# Trachemys terrapen
Trachemys terrapen là một loài rùa trong họ Emydidae. Loài này được Bonnaterre mô tả khoa học đầu tiên năm 1789.